# Tupolev

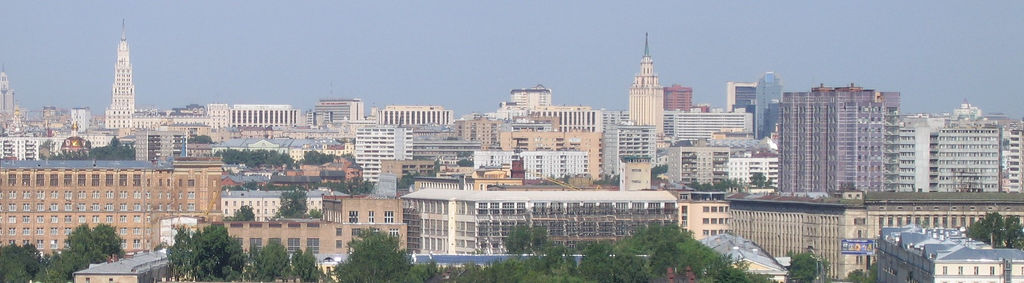
Sede da empresa.

Tupolev (no russo: Туполев) é uma empresa de defesa e aeronáutica russa. Seu nome oficial é PSC Tupolev, e é a herdeira da conhecida Tupolev OKB (Opytno Konstruktórskoe Biuró) ou Oficina de Construção e Desenho Tupolev (OKB-156, com prefixo Tu para seus desenhos) liderada pelo famoso engenheiro aeroespacial soviético Andrei N. Tupolev. A companhia celebrou seus 80 anos de história em 22 de outubro de 2002, e tem sua sede em Moscou.
A área da PSC Tupolev é o desenvolvimento, fabrico e reparação de produtos aeroespaciais tanto civis como militares, como aeronaves e sistemas de armamento. Também trabalha nos campos dos mísseis e na aviação naval. Completou mais de 300 projetos e produziu mais de 18 000 aeronaves para a URSS e o bloco soviético.

## Historia
Andrei Nikolayevich Tupolev fundou Tupolev OKB em 1922. Sua função é apenas realizar projetos para pesquisa e desenho aeronáuticos, estando a fabricação a cargo de outras companhias. Durante a década de 1920 se concentrou na pesquisa de aviões completamente metálicos.

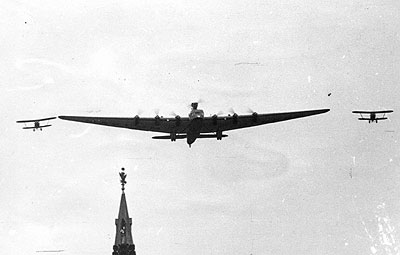
O Tupolev ANT-20, o maior avião construído durante a década de 1930, fez um pequeno voo sobre Moscovo e utilizou como um método de propaganda estalinista.

Entre seus trabalhos mais destacáveis durante esta época se encontra o desenvolvimento de bombardeiros pesados, com os que Tupolev marcou durante muitos anos as pautas da aviação pesada tanto civil como militar.
Durante a segunda guerra mundial o avião bimotor Tu-2 foi um dos melhores bombardeiros estáticos soviéticos. Se produziram diversas variantes do aparato a partir de 1942, e se utilizaram fuselagens fabricadas parcialmente com madeira por causa das carências de metal (o projeto original era completamente metálico).
Em 1945, quatro Boeing B-29 Superfortress aterrissaram em território soviético por causa de uma missão no Japão. Os soviéticos os copiaram rapidamente e utilizaram este modelo como base de seu primeiro bombardeiro estratégico intercontinental, o Tu-4 (código da OTAN 'Bull'), que separou pela primeira vez em 1947 e cuja produção foi abundante. O Tu-4 foi básico para o desenvolvimento do Tupolev no pós-guerra, e muitos de seus aviões mais importantes partiram deste processo de engenharia inversa dos aparatos da Boeing.
Um destes desenvolvimentos foi o bombardeiro a reação Tu-16 Badger, baseado numa versão ampliada da fuselagem do B-29/Tu-4 com asas modificadas para um melhor funcionamento subsônico.
Como os bombardeiros a turbo-reação não aproveitavam bem o combustível como para poder ser qualificados de verdadeiros bombardeiros intercontinentais, os soviéticos decidiram desenhar um novo aparato, o Tu-20 'Bear', mais conhecido como Tu-95. Também estava baseado no desenho estrutural do Tu-4, porém utilizava quatro enormes motores turbo-propulsores que lhe davam uma combinação única de velocidade equivalente a de reação e largo alcance. Se converteu no bombardeiro intercontinental soviético por excelência, sendo em muitos aspectos equivalente ao Boeing B-52 Stratofortress estadunidense; serviu como bombardeiro estratégico e em outros muitos papéis, como reconhecimento e guerra antissubmarina.

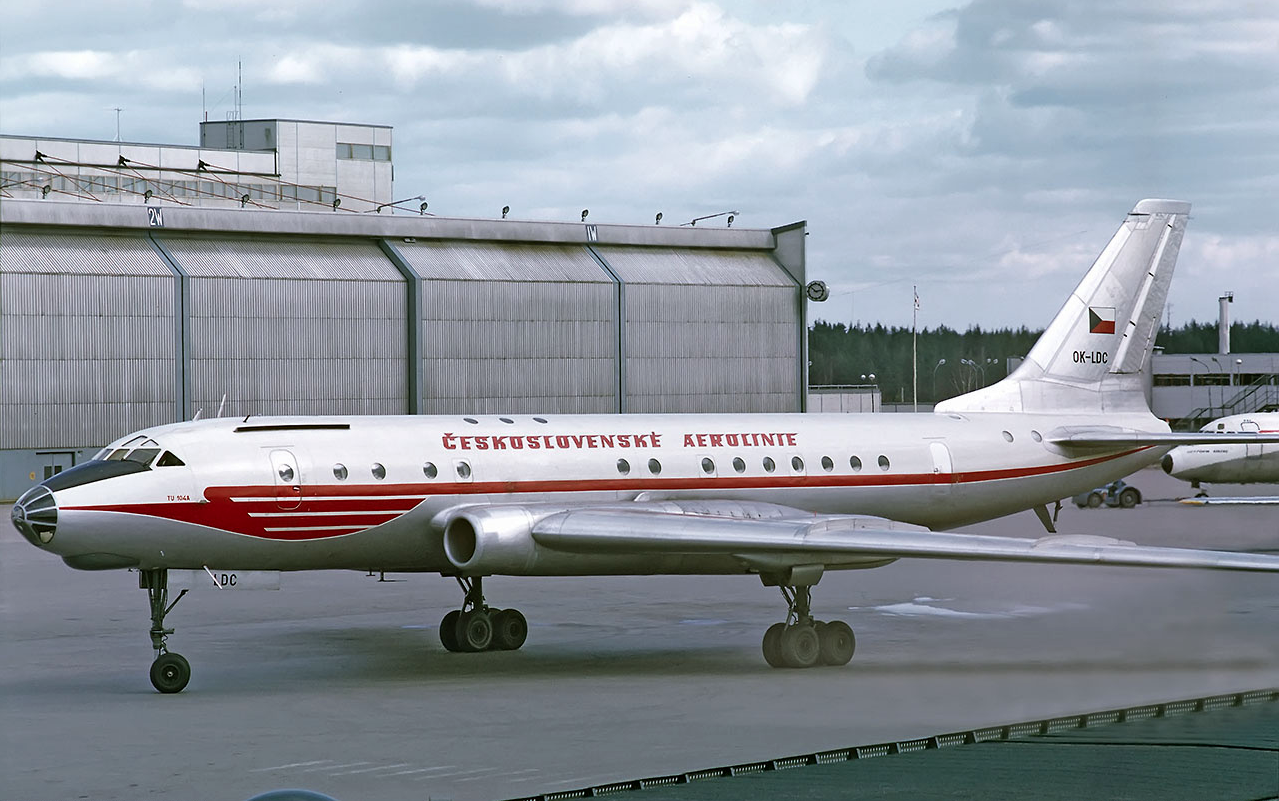
Tu-104, o primeiro jato comercial soviético.

O modelo Tu-16 se modificou para dar lugar ao Tu-104, de uso civil, que foi durante o período em que o De Havilland Comet deixou de voar o único avião da linha a turbo-reação. O Tu-95 se converteu na base do avião de linha Tu-114, de alcance médio-longo, o mais rápido dos aviões turbo-propulsores da história.
Antes dos primeiros voos do Tu-16 e o Tu-20/Tu-95 Tupolev ja estava trabalhando em bombardeiros supersônicos, dando lugar ao falido Tupolev Tu-98 (código da OTAN 'Backfin'). Embora este modelo nunca entrou em serviço, foi a base do protótipo Tu-102 (modificado posteriormente para dar lugar ao interceptor Tupolev Tu-28) e o Tu-105, que deu lugar ao bombardeiro supersônico Tu-22 'Blinder' na metade dos anos 1960. O 'Blinder', desenhado como contrapartida do Convair B-58 Hustler, era bastante inferior a este, embora ironicamente permaneceu em serviço muito mais tempo que o modelo americano. A companhia formou durante esta época o departamento militar da empresa que se dedicou a desenhar aviões não tripulados como o Tu-139 e o avião de reconhecimento Tu-143.

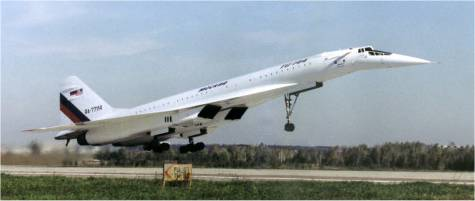
Avião de linha supersônico Tu-144.

Durante os anos 1960 o filho de A. N. Tupolev, Alexei Andreyevich Tupolev, se destacou com sua participação no desenvolvimento do primeiro avião de linha supersônico, o Tu-144, o popular Tu-154 e o bombardeiro estratégico Tu-22M 'Backfire', uma modificação do Tu-22 com asas móveis. Todos estes desenvolvimentos permitiram á União Soviética alcançar a igualdade com o Oeste na aviação civil e militar.
Nos anos 1970, Tupolev concentrou seus esforços em melhorar o funcionamento dos bombardeiros Tu-22M, com variantes adequadas ao uso marítimo. A abundância destes bombardeiros foi uma das principais razões que levaram aos tratados SALT I e SALT II. Também se melhorou a eficácia e o funcionamento do Tu-154, dando lugar ao Tu-154M.
Nos anos 1980 a oficina de desenho desenvolveu o bombardeiro estratégico supersônico Tu-160, com asas de geometria variável. O Tu-160 e muito superior a seu equivalente ocidental, o Rockwell B-1 Lancer, porém a desintegração da URSS interromperam seu desenvolvimento e muitos dos problemas do desenho original não chegaram a ser resolvidos.

### Época pós-soviética

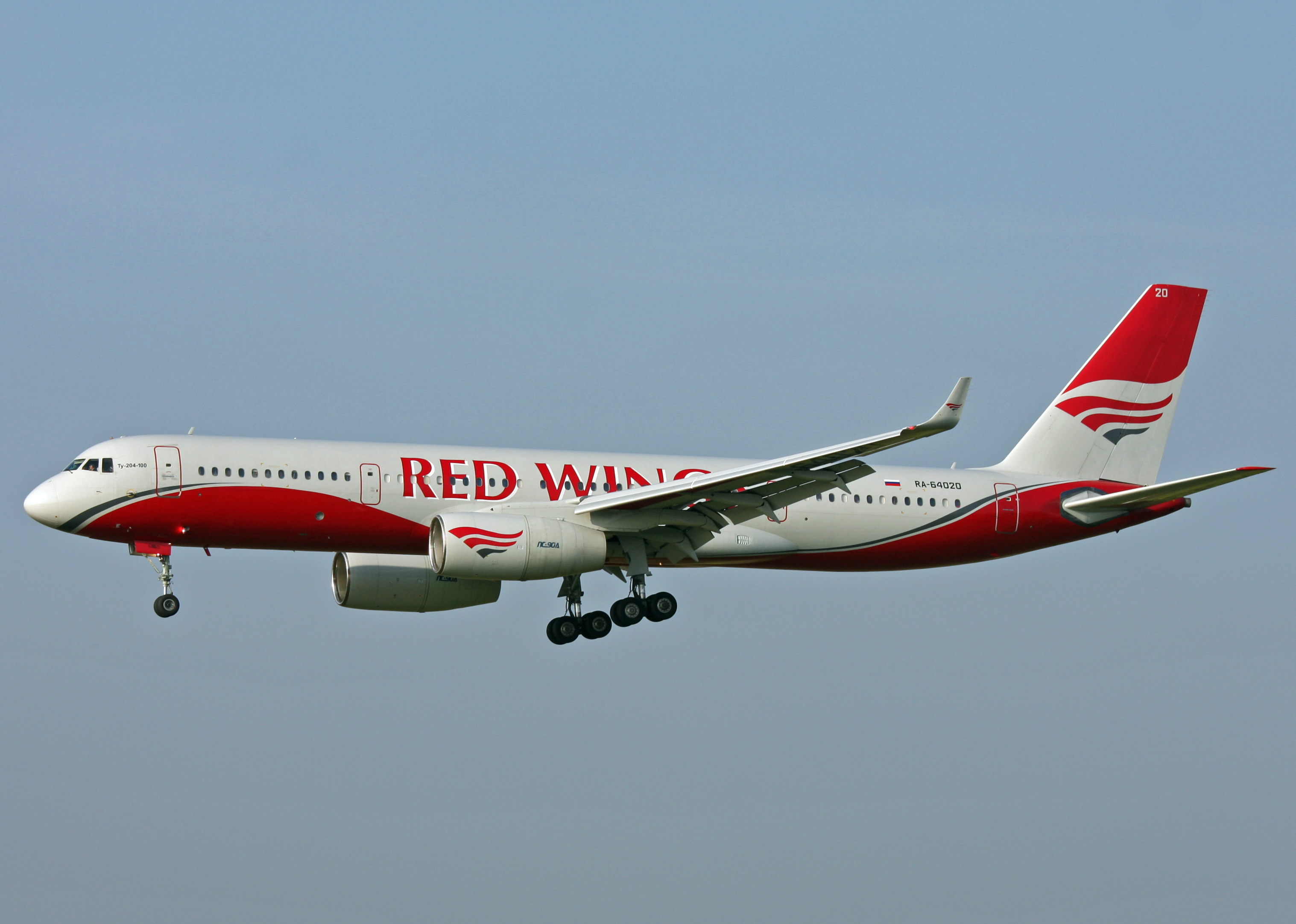
O Tu-204.

Após o final da Guerra fria se concentrou o trabalho em aparatos subsônicos de aviação civil, especialmente na busca de combustíveis alternativos e de operações menos custosas. Os desenvolvimentos incluem o sistema fly-by-wire e desenhos de aerodinâmica avançada como os Tu-204/214, Tu-330 e Tu-334.
Entre os projetos que a Tupolev está trabalhando atualmente, se destacam:
- Continuar desenvolvendo as famílias de aviões Tu-204/214 e Tu-334;
- Desenvolver o avião de carga Tu-330, e o avião para transporte regional Tu-324;
- Pesquisar os aspectos práticos de utilizar combustiveis alternativos nas operações aéreas;
- Modernizar a Força aérea e a Aviação naval russas.

## Diretores
- Andrei Nikolayevich Tupolev foi um projetista do Instituto Central de Aerohidrodinâmica (TsAGI) moscovita desde 1929 até à sua morte, em 1972. Este organismo produz todos bombardeiros e aviões de linha.
- Alexei Tupolev, o filho de Andrei Tupolev, também foi um famoso projetista de aviões. O seu desenho mais conhecido foi o avião de linha supersônico Tupolev Tu-144. Chefiou a Tupolev até à sua morte, em 2001.

## Aviões de Tupolev
A equipe de Tupolev tem produzido muitos projetos, e entre os que chegaram a ser produzidos destaca-se o Tu-2, com 4500 aparelhos produzidos. Bastantes dos desenhos são, no entanto, protótipos ou projetos abandonados, com só um ou uns poucos exemplares produzidos, que não lograram superar esta fase por mudanças na situação política ou militar. Muitos destes modelos experimentais marcaram o caminho que seguiram outros que sim foram produzidos. Como os apelidos da OTAN dos aviões soviéticos são pequenos mais conhecidos que seus nomes reais, se indicam quando o possível.

### Modelos com motores de pistões
- Tupolev ANT-4
- Tupolev ANT-20 "Maxim Gorky"
- Tupolev ANT-25
- Tupolev Tu-2 "Bat"
- Tupolev Tu-4 "Bull"
- Tupolev Tu-10

### Protótipos e modelos cancelados
- Tupolev Tu-1
- Tupolev Tu-6
- Tupolev Tu-8
- Tupolev Tu-12
- Tupolev Tu-70
- Tupolev Tu-72
- Tupolev Tu-73
- Tupolev Tu-74
- Tupolev Tu-75
- Tupolev Tu-80
- Tupolev Tu-82
- Tupolev Tu-85 "Barge"
- Tupolev Tu-91 "Boot"
- Tupolev Tu-93
- Tupolev Tu-96
- Tupolev Tu-98 "Backfin"
- Tupolev Tu-107
- Tupolev Tu-110
- Tupolev Tu-116
- Tupolev Tu-119
- Tupolev Tu-125
- Tupolev Tu-155
- Tupolev Tu-156
- Tupolev Tu-206
- Tupolev Tu-216

### Bombardeiros
- Tupolev Tu-14 "Bosun"
- Tupolev Tu-16 "Badger"
- linha "Bear"
  - Tupolev Tu-20 (nome errôneo do Tu-95)
  - Tupolev Tu-95 ("Bear A") e suas modificacões
  - Tupolev Tu-142 ("Bear F"), para guerra antissubmarina
- Tupolev Tu-22 "Blinder"
- Tupolev Tu-22M/Tu-26 "Backfire"
- Tupolev Tu-126 "Moss"
- Tupolev Tu-160 "Blackjack"

### Caças
- Tupolev Tu-28/Tu-102/Tu-128P "Fiddler"

### Transportes e aviões de linha
- Tupolev Tu-104 "Camel"
- Tupolev Tu-114 "Cleat"
- Tupolev Tu-124 "Cookpot"
- Tupolev Tu-134 "Crusty"
- Tupolev Tu-144 "Charger", apelidado forma irônica no ocidente como "Konkordski" por causa de sua semelhança com o Concorde.
- Tupolev Tu-154 "Careless"
- Tupolev Tu-204
- Tupolev Tu-214
- Tupolev Tu-330
- Tupolev Tu-334

### Aparelhos não tripulados
- Tupolev Tu-121 "C"
- Tupolev Tu-123 "Yastreb-1"
- Tupolev Tu-139 "Yastreb-2"
- Tupolev Tu-141 "Strizh"
- Tupolev Tu-143 "Reis"
- Tupolev Tu-243 "Reis-D"
- Tupolev Tu-300

## Projetos em andamento
- Tupolev Tu-444